# Leiknir Reykjavik
Le Leiknir Reykjavik est un club islandais de football basé à Reykjavik.
Le KB ou Knattspyrnufélag Breiðholts (ou encore LeiknirKB) constitue la réserve du club et joue en blanc, bordeaux et bleu. Son stade est le Leiknisvöllur.

## Historique
- 1973 : fondation du club
- 17 janvier 2007 : formation de la réserve

## Palmarès
- 1. deild karla
  - Champion : 2014

- 2. deild karla
  - Champion : 2005

- 3. deild karla
  - Vice-champion : 2003